# Yumi (robot)

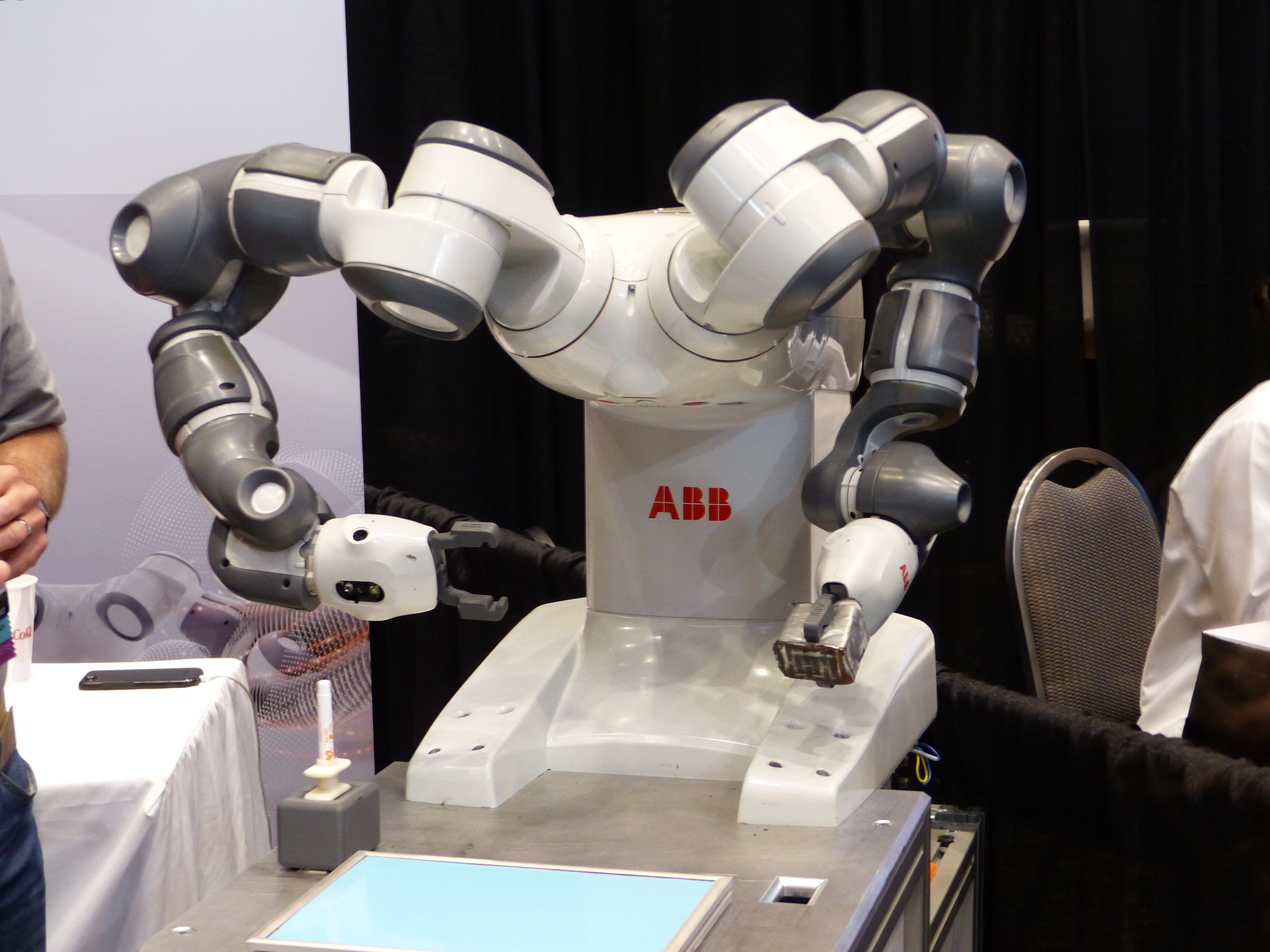
Un robot YuMi d'ABB exhibit a Detroit l'any 2019.

El YuMi (You and Me), també denominat IRB 14000, és un robot col·laboratiu comercialitzat per ABB per a tasques de muntatge amb components petits.
Mecànicament està format per dos manipuladors de 7 graus de llibertat units a un tors fix. Com a terminal pot tenir diferents tipus de pinces. En total pesa aproximadament 38 kg. La càrrega útil que pot moure és de 0,5 kg amb cada braç a una velocitat màxima de 1.500 mm/seg, amb un abast de 559 mm i una precisió de ±0,02 mm. El sistema de control és un ABB IRC5, que es pot programar fàcilment movent els manipuladors o les pinces del robot i guardant cada acció a una tauleta tàctil amb l'aplicació YuMi app. En termes de seguretat, el YuMi està fabricat amb un esquelet lleuger de magnesi recobert amb plàstic per amortir impactes. A més a més, disposa de codificadors rotatius i un sistema de mesura de voltatge que atura els moviments del robot si detecta un impacte en qüestió de mil·lisegons.
El desenvolupament del YuMi va començar el 2007 com un programa de recerca internacional. El 2013 es va anunciar per primer cop amb el nom de Frida, però no es presentaria fins a la Fira de Hannover l'abril del 2015. Aquell any el preu de venda inicial començava a partir dels 40.000 dòlars. Inicialment el YuMi estava orientat a millorar els processos de muntatge a la indústria de l'electrònica de consum.